# Naricual
Naricual – miasto w Wenezueli, w stanie Anzoátegui.